# 董姓
董姓为中文姓氏之一，在《百家姓》中排第127位，在当今以人口多少排名的中国百家大姓中，董姓位居第29位。

## 延伸阅读
[在维基数据编辑]
 《百家姓》
 《欽定古今圖書集成·明倫彙編·氏族典·董姓部》，出自陈梦雷《古今圖書集成》

## 外部連結
- 董氏家族